# تویودا تنکو
تویودا تنکو (به ژاپنی: 豊田 天功 とよだ てんこう)، (تولد ۱۸۰۵ - مرگ ۱۸۶۴)، در اواخر دوره ادو یک محقق میتو بود. او رئیس شوکوکان قلمرو میتو بود. او سهم عمده‌ای در تکمیل دای نیهونشی داشت.